# Макієнко Володимир Петрович
Володи́мир Петро́вич Макі́єнко (нар. 20 листопада 1955, місто Київ) — український політик. Народний депутат України. Член партії ВО «Батьківщина».

## Біографія
Батько — військовослужбовець. Мати — бухгалтер. Здобув дві вищі освіти (педагогічну та юридичну). Працював на викладацькій роботі у Москві та Запоріжжі.
Дружина — Тетяна Степанівна, кандидат медичних наук. Дочка — економіст
З 1991 року зайнявся бізнесом. З 1993 до 2001 року очолював корпорацію «Укртехноінвест». Профіль діяльності фірми — ремонт та модернізація військової авіації. Партнерами корпорації був Львівський авіаремонтний завод, виробниче об'єднання «Артем», конструкторське бюро «Арсенал». Корпорація співпрацювала з «Укрспецтехекспортом» — організацією, яка продавала військову техніку за кордон. Корпорація «Укртехноінвест» також уклала у 1994 році договір з керівництвом військово-повітряних сил Російської Федерації. З 2001 до 2006 року — головний консультант фірми «Промбуд».
Був радником Секретаря Ради національної безпеки і оборони України Євгена Марчука з питань військово-промислового комплексу.
Співголова громадської організації «Громадський альянс Закарпаття». Член правління Міжнародного фонду «Єдиний світ».
Член-кореспондент Української академії наук

## Парламентська діяльність
Квітень 2002 — кандидат в народні депутати України за виборчим округом № 70 Закарпатської області, самовисування. «За» 3.07 %, 6 місце з 20 претендентів. На час виборів: генеральний директор корпорації «Укртехноінвест», безпартійний.
Народний депутат України 5-го скликання з 25 травня 2006 до 14 червня 2007 від «Блоку Юлії Тимошенко», № 76 в списку. На час виборів: головний консультант фірми «Промбуд» (місто Київ), член партії ВО «Батьківщина». Член фракції «Блок Юлії Тимошенко» (з 25 травня 2006). Член Комітету з питань національної безпеки і оборони (з 18 липня 2006). 14 червня 2007 достроково припинив свої повноваження під час масового складення мандатів депутатами-опозиціонерами з метою проведення позачергових виборів до Верховної Ради.
Народний депутат України 6-го скликання з 23 листопада 2007 до 12 грудня 2012 від «Блоку Юлії Тимошенко», № 76 в списку. На час виборів: тимчасово не працював, член партії ВО «Батьківщина». Член фракції «Блок Юлії Тимошенко» (з 23 листопада 2007). Член Комітету з питань національної безпеки і оборони (з 26 грудня 2007).